# GCDS
GCDS es una empresa italiana de línea de moda streetwear fundada en 2015 en Milán, Italia, por los hermanos Giuliano y Giordano Calza. Su nombre es un acrónimo de Giuliano Calza Design Studio.

## Historia
GCDS fue fundada en 2015 por los hermanos Giuliano y Giordano Calza en Milán, Italia. Las primeras prendas desarrolladas por la línea fueron sudaderas con el logo de GCDS en el frente. Solo se fabricaron 100 sudaderas en el primer intento. En ese momento, las camisetas se fabricaban en China, sin embargo, la línea ahora se fabrica íntegramente en Italia. Inicialmente, la empresa solo vendía sus productos en línea, antes de ser puestos en venta por las tiendas minoristas.
Giuliano Calza es el Director creativo de la marca y su hermano Giordano Calza ejerce como Director ejecutivo. En 2016, GCDS abrió su primera tienda insignia en Piazza Gae Aulenti en Milán. En 2017, las ventas de la empresa alcanzaron los 5 millones de euros, creciendo a 10 millones de euros en 2018, estando su ropa disponible en unos 350 puntos de venta. La empresa tiene tiendas en Italia, Shanghái, Hong Kong y Pekín.
El nombre de la marca se conoce comúnmente también como un acrónimo de las frases «God Can't Destroy Streetwear» o «Girls Can Desire Sex».

## Colecciones
Poco después de su fundación, la empresa amplió sus prendas de vestir para incluir camisetas, chaquetas, impermeables y otras prendas. Actualmente crea una línea Primavera/Verano, línea de ropa para hombres, línea Otoño/Invierno, su colección «Skater or Die» y algunas colaboraciones de edición limitada, como su línea «Made in LA». También crean accesorios y en 2018 lanzaron su primera colección de ropa infantil GCDS Mini.
GCDS exhibe sus nuevas temporadas en La Semana de la Moda de Milán, y también lo ha hecho en la Semana de la Moda de Nueva York. La colección Primavera/Verano 2019 se inspiró en un motivo de ciencia ficción, específicamente de las décadas de 1980 y 1990, además de dibujos animados y mangas. Como parte del desfile, a algunas modelos que caminaban por la pasarela se les colocó una tercera prótesis de seno.
En 2019, GCDS lanzó una línea de lápices labiales llamada GCDS Beauty, que incluía un lápiz labial llamado THC y que contiene un reactivo de PH que provoca un cambio de color químico en los labios.
En noviembre de 2021, la etiqueta lanzó una colección en colaboración con la marca Bratz. Mientras que en marzo de 2022, la marca colaboró con One Piece para su colección Primavera/Verano 2022.